# Alf Ross
Alf Niels Christian Ross (10 de junho de 1899 — 17 de agosto de 1979) foi um jurista e filósofo dinamarquês, além de professor de Direito Internacional. É conhecido como um dos fundadores do realismo jurídico escandinavo.
Em suas muitas obras, uma de suas ideias centrais foi a de tentar liberar o pensamento dos juristas das ideias místicas e de pressupostos não verificáveis, que não estão embasados na ciência. O nome de Ross está diretamente ligado ao chamado realismo jurídico escandinavo, movimento que está vinculado no positivismo lógico. Parte da obra de Ross esteve focada em analisar e criticar a doutrina do jusnaturalismo, e por outro lado, a reflexão em torno dos fundamentos epistêmicos e metodológicos da construção teórica de um de seus mais admirados mestres e colegas: Hans Kelsen.

## Obras
- "Imperatives and Logic" Theoria (1941)
- Towards a Realistic Jurisprudence: A Criticism of the Dualism in Law (1946)
- A Textbook in International Law (1947)
- Constitution of the United Nations (1951)
- Why Democracy? (1952)
- On Law and Justice (1958)
- The United Nations: Peace and Progress (1966)
- Directives and Norms (1968)
- "On Self-Reference and a Puzzle in Constitutional Law" Mind (1969)
- On Guilt, Responsibility and Punishment (1975)